# خیزران
خـِیزَران (به انگلیسی: Bambuseae) با نام علمی (Bambusa Vulgaris) متنوع‌ترین تبار از گیاه بامبو است که گیاهی است چندساله از تیره گندمیان. بامبو درخت نیست بلکه علفی غول پیکر است. ساقه‌های نی در ردیف‌های متراکم رشد می‌کند و می‌تواند تا ارتفاع ۴۰ متر (۱۳۰ پا) برسد.

## گیاه‌شناسی بامبو
بامبو یا خیزران در زیر تیره .Bambusoideae s.s قرار دارد این زیر تیره شامل گیاهان چوبی و علفی هستند و پراکندگی آن‌ها عمدتاً در نواحی گرمسیری است. گونه‌های علفی این گروه یک شاخه تکاملی را تشکیل می‌دهند اما بامبوهای چوبی از لحاظ تبارشناسی به دو شاخه تکاملی گرمسیری و معتدله تقسیم می‌شوند. بامبوهای چوبی با ساقه‌هایی به بلندی تا ۴۰ متر یقیناً شباهتی به چمن‌های موجود در علفزارها ندارند. گل دهی در بسیاری از بامبوهای چوبی نیز غیرعادی است و دوره‌های گلدهی تا ۱۲۰سال طول می‌کشد با وجود اینکه ساقه‌های منفرد فقط یک تا چند دهه زنده می‌مانند نوعی «ساعت» به‌طور ناگهانی ساقه‌ها را در سراسر دامنه پراکنش گونه به گل می‌برد.
سرده‌های مهم بامبوهای چوبی عبارتند از: Bambusa با ۱۲۰ گونه؛ Chusquea با ۱۰۰گونه؛ Arundinaria با ۵۰ گونه؛ Phillostachys با ۴۵ گونه؛ Sasa با ۵۰ گونه.

## بامبو در ساختمان‌سازی
از چوب‌های بامبو در مصارف ساخت سازه‌های مدرن می‌توان استفاده کرد. به عنوان مصالح ساختمانی، بامبو به عنوان پوشش بام، سازه سقف و دیوار و عناصر باربر سازه ساختمان مورد استفاده قرار می‌گیرد. هر کدام از کشورهایی که در آن‌ها بامبو رشد می‌کند دارای نوع خاصی از روش‌های سنتی استفاده از بامبو هستند.

## خصوصیات بامبو
در مناطق گرمسیری رشد می‌کند تاکنون بیش از ۱۰۰۰ نوع در ۹۰ گروه متفاوت شناسایی و نام‌گذاری شده‌است. وجود چوب‌های بامبو باعث ترمیم خاک می‌شود. بامبو به صورت استوانه‌ای که به وسیله دیافراگمی عرضی در گروه‌ها تقسیم می‌شود بامبو با محور اصلی عمودی است.

## جنگل‌های بامبو در چین
در چین اکثر جنگلهای کم ارتفاع، قرنها پیش از بین رفتند. با این وجود، هنوز نیزارهایی که بامبو در خود دارند سراشیبی تپه‌ها را در غرب کشور می‌پوشانند. بامبو در کوه‌های استان ساچوان برای آخرین پانداهای باقی‌مانده که در حیات وحش زندگی می‌کنند خوراک تأمین می‌کند. این ناحیه احتمالاً دارای ۱۳۰۰ پاندا است.